# Васіле Блага
Васіле Блага (рум. Vasile Blaga; нар. 26 липня 1956, Рієнь) — румунський політик і екс-спікер верхньої палати румунського парламенту, сенату (2011–2012). Колишній міністр регіонального розвитку та ЖКГ (2008–2009), двічі колишній міністр адміністрації і внутрішніх справ (2004–2007, 2009–2010). З 2012 року — лідер Демократичної ліберальної партії.